# Batomys russatus
Batomys russatus är en gnagare i familjen råttdjur som förekommer i Filippinerna. Fram till 2010 var arten endast känd från två exemplar.

## Utseende
Arten når en kroppslängd (huvud och bål) av 24,2 till 26,5 cm, en svanslängd av 10,2 till 11,8 cm och en vikt av cirka 115 g. Huvudet kännetecknas av stora ögon och stora öron samt långa morrhår. Kring ögonen förekommer en naken ring. Ovansidan är täckt med tjock rödbrun päls och på undersidan förekommer ljus gråorange päls. Typiskt är dessutom vita framtassar och en rödbrun fläck på bakfötternas ovansida. Hos Batomys russatus är svansen glest täckt med bruna hår och vid svansens spets finns en liten tofs.
Andra arter av samma släkte är större och mörkare. I motsats till alla andra råttdjur är nätet av blodkärlen på huvudet mindre komplex. Ett lika enkelt nät förekommer däremot hos många hamsterartade gnagare (Cricetidae).

## Utbredning
Batomys russatus lever endemisk på Dinagatöarna i öst-centrala Filippinerna. Individerna hittades ovanför 300 meter över havet men kanske besöker arten lägre regioner. Lämpliga habitat skulle även finnas på ön Siargao och på andra öar i närheten. Arten vistas i ursprungliga skogar.

## Ekologi
Individerna antas vara nattaktiva. De äter troligen blad, frukter och frön. Angående hur de föredrar livet på marken eller i träd finns olika spekulationer.

## Status
Beståndet hotas av skogsavverkningar när gruvdrift etableras eller av illegalt skogsbruk. IUCN listar Batomys russatus som starkt hotad (EN).